# پرری ویو (تگزاس)
پرری ویو، تگزاس(به انگلیسی: Prairie View, Texas) شهری در ایالت تگزاس از ایالات جنوبی ایالات متحده آمریکا است. در سرشماری سال ۲۰۰۰، جمعیت این شهر ۴۴۱۰ نفر اعلام شد.